# Европско првенство у атлетици за млађе сениоре 2017 — 1.500 метара за мушкарце
Такмичење у трчању на 1.500 метара у мушкој конкуренцији на 11. Европском првенству у атлетици за млађе сениоре 2017. у Бидгошћу одржано је 13. и 15. јула 2017. на стадиону Жђислав Кшишковјак.
Титулу освојену у Талину 2015, није бранио Марк Алкала из Шпаније јер је прешао у сениоре.

## Земље учеснице
Учествовало је 28 такмичара из 14 земаља.
1. Израел (1)
2. Ирска (2)
3. Италија (3)
4. Мађарска (1)
5. Немачка (2)
6. Пољска (2)
7. Румунија (2)
8. Турска (1)
9. Уједињено Краљевство (3)
10. Француска (2)
11. Холандија (2)
12. Чешка (3)
13. Шведска (1)
14. Шпанија (3)

## Освајачи медаља
|                         |                       |                       |
| Мариус Пробст · Немачка | Филип Сасинек · Чешка | Михал Розмис · Пољска |

## Квалификациона норма
Требало је да квалификациону норму такмичари остваре у периоду од 1. јануара 2016. до 4. јула 2017. године.
| Норма   |
| ------- |
| 3:46,50 |

## Сатница
| Датум   | Време | Коло          |
| ------- | ----- | ------------- |
| 13. јул | 16:40 | Квалификације |
| 15. јул | 17:40 | Финале        |

## Рекорди
| Рекорди пре почетка Европског првенства 2017. | Рекорди пре почетка Европског првенства 2017. | Рекорди пре почетка Европског првенства 2017. | Рекорди пре почетка Европског првенства 2017. | Рекорди пре почетка Европског првенства 2017. | Рекорди пре почетка Европског првенства 2017. |
| Рекорди                                       | Атлетичар                                     | Земља                                         | Време                                         | Место                                         | Датум                                         |
| --------------------------------------------- | --------------------------------------------- | --------------------------------------------- | --------------------------------------------- | --------------------------------------------- | --------------------------------------------- |
| Европски рекорд У-23                          | Рејес Естевез                                 | Шпанија                                       | 3:30,87                                       | Цирих, Швајцарска                             | 12. август 1998.                              |
| Рекорди европских првенстава У-23             | Волфрам Милер                                 | Немачка                                       | 1:45,21                                       | Амстердам, Холандија                          | 14. јул 2001.                                 |
| Најбољи европски резултат сезоне У-23         | Џош Кер                                       | Велика Британија                              | 3:35,99                                       | Азуса, Сједињене Државе                       | 14. април 2017.                               |

### Најбољи европски резултати у 2017. години
Десет најбољих атлетичара у трци на 1.500 метара 2017. године до почетка првенства (12. јул 2017), имали су следећи пласман на европској ранг листи. (СРЛ)
| 1.  | Џош Кер,        | Велика Британија | 3:35,99 | 14. април |
| 2.  | Михал Розмис,   | Пољска           | 3:36,37 | 5. јун    |
| 3.  | Кале Берглунд,  | Шведска          | 3:36,60 | 9. јул    |
| 4.  | Роби Фицгибон,  | Велика Британија | 3:36,97 | 2. јун    |
| 5.  | Филип Сасинек,  | Чешка            | 3:37,32 | 3. јун    |
| 6.  | Мариус Пробст,  | Немачка          | 3:38,54 | 27. мај   |
| 7.  | Гонзало Гарсиа, | Шпанија          | 3:38,56 | 14. јун   |
| 8.  | Аиоуб Моктар,   | Шпанија          | 3:39,26 | 24. јун   |
| 9.  | Алексис Мијеле, | Француска        | 3:39,55 | 1. јун    |
| 10. | Џејмс Вест,     | Велика Британија | 3:39,65 | 14. јун   |

Такмичарке чија су имена подебљана учествовале су на ЕП.

## Резултати

### Квалификације
Квалификације су одржане 13. јула 2017. године. Такмичари су били подељени у 2 групе. У финале су се пласирала прва 4 из сваке групе (КВ) и 4 на основу резултата (кв).,,
Старт: група 1 у 16:40, група 2 у 16:50.
| Место | Групе | Атлетичар              | Земља                | ЛР      | ЛРС     | Резултат | Белешка |
| ----- | ----- | ---------------------- | -------------------- | ------- | ------- | -------- | ------- |
| 1.    | 2     | Михал Розмис           | Пољска               | 3:36,37 | 3:36,37 | 3:43,22  | КВ      |
| 2.    | 2     | Гонзало Гарсиа         | Шпанија              | 3:38,56 | 3:38,56 | 3:43,35  | КВ      |
| 3.    | 2     | Аиоуб Моктар           | Чешка                | 3:39,26 | 3:39,26 | 3:43,41  | КВ      |
| 4.    | 2     | Роби Фицгибон          | Уједињено Краљевство | 3:36,97 | 3:36,97 | 3:43,47  | КВ      |
| 5.    | 2     | Баптисте Мисклер       | Француска            | 3:39,58 | 3:40,63 | 3:43,49  | кв      |
| 6.    | 1     | Мариус Пробст          | Немачка              | 3:38,54 | 3:38,54 | 3:43,88  | КВ      |
| 7.    | 2     | Мике Фопен             | Холандија            | 3:42,76 | 3:42,76 | 3:43,96  | кв      |
| 8.    | 1     | Филип Сасинек          | Чешка                | 3:36,32 | 3:37,32 | 3:43,96  | КВ      |
| 9.    | 1     | Нил Горли              | Уједињено Краљевство | 3:39,92 | 3:40,52 | 3:43,99  | КВ      |
| 10.   | 2     | Сулејман Бекмезџи      | Турска               | 3:41,47 | 3:44,60 | 3:44,19  | кв, ЛРС |
| 11.   | 1     | Алексис Мијеле         | Француска            | 3:39,55 | 3:39,55 | 3:44,36  | КВ      |
| 12.   | 1     | Серхио Паниагуа        | Шпанија              | 3:40,52 | 3:40,52 | 3:44,38  | кв      |
| 13.   | 1     | Кале Берглунд          | Шведска              | 3:39,98 | 3:39,98 | 3:44,56  |         |
| 14.   | 2     | Џејмс Вест             | Уједињено Краљевство | 3:39,65 | 3:39,65 | 3:44,72  |         |
| 15.   | 1     | Винсент Хазелегер      | Холандија            | 3:40,49 | 3:40,49 | 3:44,73  |         |
| 16.   | 1     | Бењамин Ковач          | Мађарска             | 3:39,49 | 3:39,74 | 3:44,87  |         |
| 17.   | 1     | Јасин Боуих            | Италија              | 3:41,42 | 3:41,42 | 3:45,18  |         |
| 18.   | 2     | Матија Падовани        | Италија              | 3:43,58 | 3:43,58 | 3:45,74  |         |
| 19.   | 1     | Енрико Рикобон         | Италија              | 3:42,14 | 3:42,14 | 3:45,89  |         |
| 20.   | 2     | Максимилиан Торвирт    | Немачка              | 3:41,26 | 3:41,26 | 3:46,87  |         |
| 21.   | 1     | Роман Квјатковски      | Пољска               | 3:43,46 | 3:43,46 | 3:47,13  |         |
| 22.   | 2     | Јан Фриш               | Чешка                | 3:41,45 | 3:42,99 | 3:47,73  |         |
| 23.   | 1     | Николаје Маријан Коман | Румунија             | 3:46,03 | 3:46,03 | 3:48,95  |         |
| 24.   | 1     | Адам Зенкл             | Чешка                | 3:44,46 | 3:44,46 | 3:50,45  |         |
| 25.   | 2     | Лавиниу Мадалин Кис    | Румунија             | 3:45,98 | 3:45,98 | 3:51,83  |         |
| 26.   | 2     | Ендру Коскоран         | Ирска                | 3:41,20 | 3:41,20 | 3:52,47  |         |
| 27.   | 1     | Кевин Кели             | Ирска                | 3:43,54 | 3:43,54 | 3:56,12  |         |
| 28.   | 2     | Нечо Тајачев           | Израел               | 3:45,11 | 3:45,11 | 4:04,47  |         |

### Финале
Финале је одржано 15. јула 2017. године у 17:40.,
| Место | Атлетичар         | Земља                | Резултат | Белешка |
| ----- | ----------------- | -------------------- | -------- | ------- |
|       | Мариус Пробст     | Немачка              | 3:49,06  |         |
|       | Филип Сасинек     | Чешка                | 3:49,23  |         |
|       | Михал Розмис      | Пољска               | 3:49,30  |         |
| 4.    | Нил Горли         | Уједињено Краљевство | 3:49,53  |         |
| 5.    | Баптисте Мисклер  | Француска            | 3:49,76  |         |
| 6.    | Аиоуб Моктар      | Шпанија              | 3:49,78  |         |
| 7.    | Гонзало Гарсиа    | Шпанија              | 3:49,94  |         |
| 8.    | Роби Фицгибон     | Уједињено Краљевство | 3:50,07  |         |
| 9.    | Алексис Мијеле    | Француска            | 3:51,05  |         |
| 10.   | Мике Фопен        | Холандија            | 3:51,25  |         |
| 11.   | Серхио Паниагуа   | Шпанија              | 3:51,31  |         |
| 12.   | Сулејман Бекмезџи | Турска               | 3:54,63  |         |